# Chérancé, Sarthe
Chérancé är en kommun i departementet Sarthe i regionen Pays de la Loire i nordvästra Frankrike. Kommunen ligger i kantonen Beaumont-sur-Sarthe som tillhör arrondissementet Mamers. År 2022 hade Chérancé 353 invånare.

## Befolkningsutveckling
Antalet invånare i kommunen Chérancé
| Referens: INSEE |